# Martín de Barea
Martín de Barea o Martín de Narea fue maestre mayor de las obras de la Catedral de Las Palmas en el siglo XVI.
Nació en Puebla de Aulestia (Vizcaya), y seguramente se formó en Sevilla. En 1553 firma un contrato con el cabildo catedralicio en el que sustituye a Juan de Palacios en el cargo de maestre mayor de las obras de la Catedral de Canarias.
Trazó la anchura de las capillas de la nave de la Epístola, y diseñó la actual techumbre de la Catedral y el bosque de palmeras pétreas. También diseñó una capilla para la iglesia de Santiago de Gáldar.
Falleció en Las Palmas de Gran Canaria en 1562.